# Saint Michaels Township
Saint Michaels Township est un ancien township, situé dans le comté de Madison, dans le Missouri, aux États-Unis. Le township est également référencé sous le nom de Township of Saint Michael, par le Geographic Names Information System.
Le township est baptisé en référence au village abandonné de Saint Michel (en).

### Source de la traduction
- (en) Cet article est partiellement ou en totalité issu de l’article de Wikipédia en anglais intitulé « Saint Michaels Township, Madison County, Missouri » (voir la liste des auteurs).